# إدي إمبيرج
إدي إمبيرج هو لاعب هوكي الجليد كندي، ولد في 18 نوفمبر 1921، وتوفي في 28 مارس 2007.

## وصلات خارجية
- إدي إمبيرج على موقع دوري الهوكي الوطني (الإنجليزية)
- إدي إمبيرج على موقع EliteProspects.com (الإنجليزية)
- إدي إمبيرج على موقع HockeyDB.com (الإنجليزية)
- إدي إمبيرج على موقع Hockey-Reference.com (الإنجليزية)